# Adolf Molter
Adolf Willem Jan Molter (Antwerpen, 14 mei 1896 - 16 maart 1975) was een Belgisch senator.

## Levensloop
Molter was de zoon van het naar België uitgeweken Duitse echtpaar Carl Molter en Susanna Knugely. Hij verwierf de Belgische nationaliteit in 1926. Hij begon zijn carrière als kantoorklerk. 
Hij had twee thema's van belangstelling: de socialistische beweging en de literatuur.
Hij begon in de journalistiek bij de Antwerpse socialistische krant De Volksgazet. Hij werd achtereenvolgens correspondent in Brussel, redactiesecretaris en hoofdredacteur. Hij volgde in die laatste functie Camiel Huysmans op, die in 1933 burgemeester van Antwerpen werd. Molter, die gemeenteraadslid was, werd eerste schepen van Antwerpen.
Ten persoonlijke titel leidde hij de Arbeidersvolkshogeschool, waar zijn zus Bertha les gaf.
Hij bleef in functie als schepen tot hij in september 1942 ontslag nam, nadat de jacht op de Joden was begonnen. Hij was actief tot maart 1944 in de door Leopold Flam geleide Antwerpse sectie van het Joods Verdedigingscomité. Zijn naam werd opgenomen in de erelijst van de 'redders' die is afgedrukt in Ephraïm Schmidts Geschiedenis van de Joden in Antwerpen (1963).
Ondertussen werkte hij ook mee aan de activiteiten van de groep Socrates, die zich bezighield met het bezorgen van financiële hulp aan werkweigeraars en van het inzamelen van informatie voor Londen.
In november 1945 werd hij afgevaardigd bestuurder van de in 1923 gestichte samenwerkende maatschappij Ontwikkeling. Naast het dagblad Volksgazet gaf Ontwikkeling het maandblad voor politiek en cultuur Nieuwe stem (1946-1967) uit, de tweewekelijkse Sportgazet (1945-1947), het letterkundig maandblad Nieuw Vlaams Tijdschrift (1946-1983) en het algemeen weekblad Parool (1946-1947). Daarnaast publiceerden het Antwerpse Ontwikkeling en het Gentse Het Licht samen het geïllustreerde familieweekblad ABC. 
De Volksgazet, geleid door Jos Van Eynde, besteedde veel aandacht aan sport en lokaal nieuws, drukte met grote regelmaat reportages af en verzorgde haar promotie. Mede daardoor steeg de gemiddelde oplage in 1946 tot 144.000 exemplaren, waarvan driekwart in de provincie Antwerpen werd verkocht. De verkoop in Oost- en West-Vlaanderen ging in stijgende lijn en dit vertroebelde de relatie met Het Licht, uitgever van Vooruit, die zich beriep op voor de oorlog gemaakte 'territoriale afspraken' tussen Vooruit en Volksgazet. 
Door het dynamische beleid van Adolf Molter, nam Ontwikkeling een hoge vlucht en de uitgeverij, die in 1949 in Antwerpen een eigen boekhandel opende, ging vanaf de jaren vijftig naast populaire literatuur ook ambitieuzere werken in haar fonds opnemen: letterkundig (Piet Van Aken, Hugo Claus, Johan Daisne, Hubert Lampo, Ivo Michiels, Achilles Mussche, Paul Snoek, Gerard Walschap, Lode Zielens, Louis Paul Boon), geschiedkundig werk (de door professor Jan Dhondt geschreven Geschiedenis van de socialistische arbeidersbeweging in België) en filosofisch werk (diverse titels van Leopold Flam).  
In 1952 werd Molter socialistisch gecoöpteerd senator en vervulde dit mandaat tot in 1965. Hij was ook lid van de Raad van Europa en van de West-Europese Unie, allebei van 1961 tot 1965.

## Publicatie
- De arbeid in de literatuur (1923).